# Arctia caja
La caia, detta anche orso bruno o arczia bruna (Arctia caja (Linnaeus, 1758)) è un lepidottero appartenente alla famiglia Erebidae, diffuso in Eurasia e America Settentrionale.
È diffusa in molte parti del globo ed anche in Italia. Il caratteristico disegno delle ali con forti contrasti chiari e scuri serve per distrarre i possibili predatori che quando si avvicinano vengono ulteriormente distratti dalla rapida apertura delle ali nascoste che mostrano un acceso colore rossastro.

## Galleria d'immagini

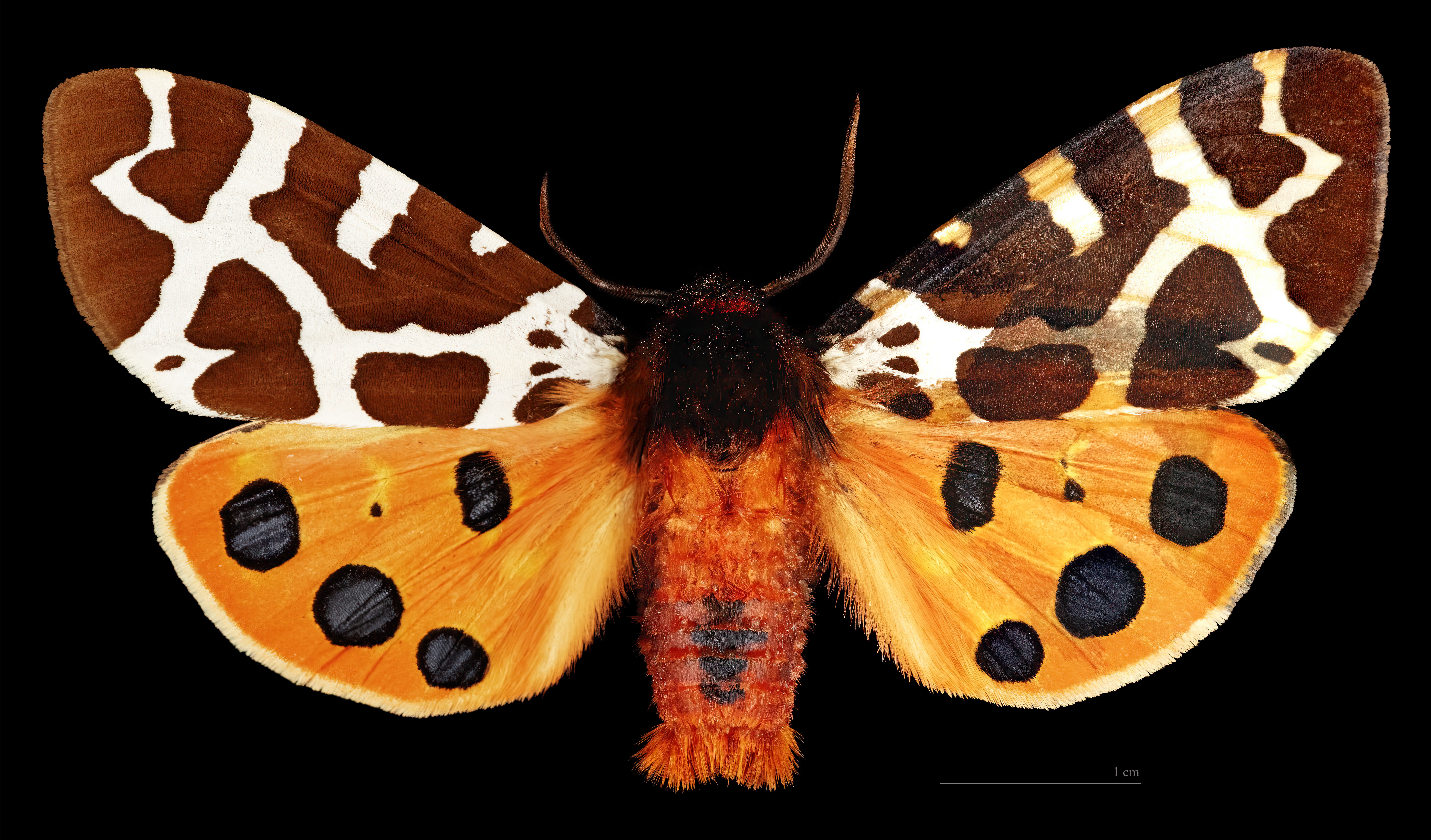
♂
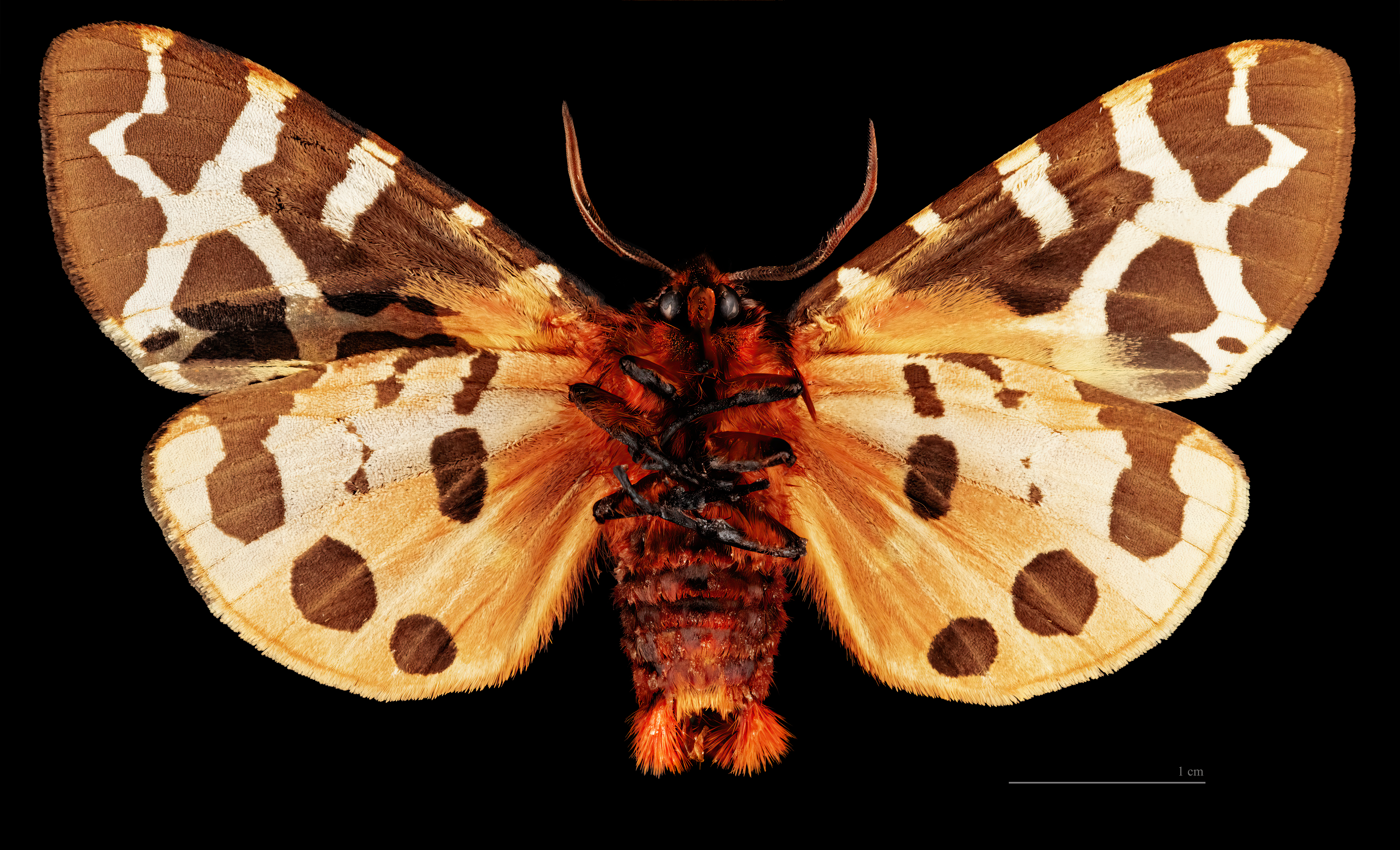
♂ △

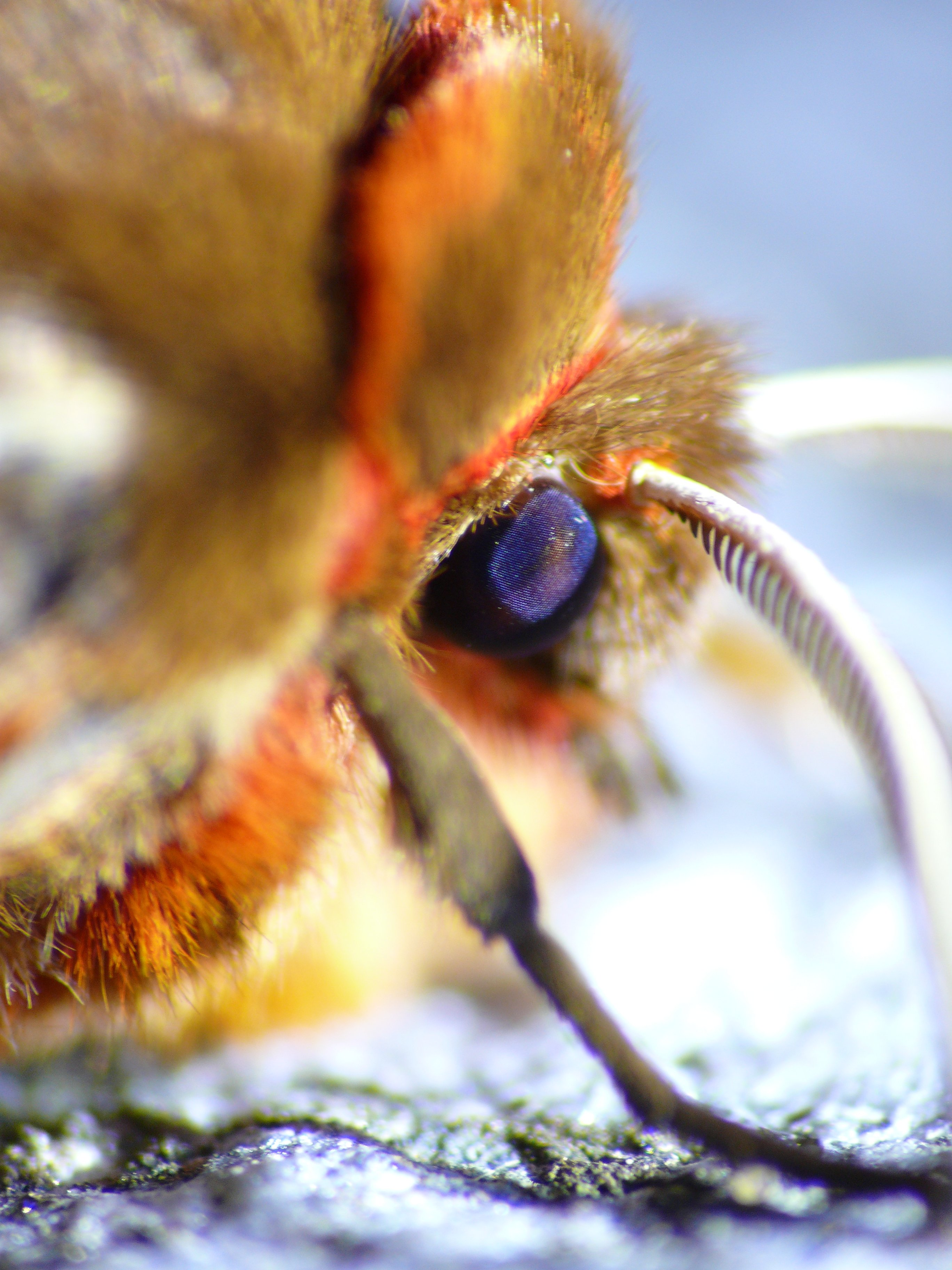
Particolare
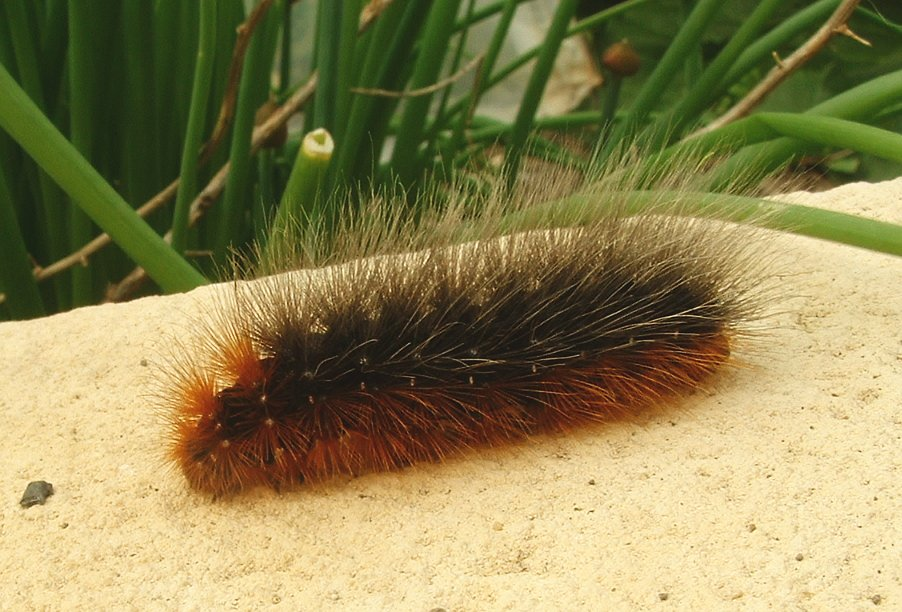
Bruco